# Beazáš
Beazáš, enligt tidigare ortografi Pätsasj, är en sjö i Gällivare kommun i Lappland och ingår i Luleälvens huvudavrinningsområde. Sjön har en area på 13,2 kvadratkilometer och ligger 450,2 meter över havet. Beazáš ligger till större delen i Sjaunja Natura 2000-område men delvis även i Stora Sjöfallet Natura 2000-område. Sjön avvattnas av vattendraget Tjävrráädno.

## Delavrinningsområde
Beazáš ingår i det delavrinningsområde (749583-161474) som SMHI kallar för Utloppet av Pätsasj. Medelhöjden är 729 meter över havet och ytan är 82,95 kvadratkilometer. Räknas de 52 avrinningsområdena uppströms in blir den ackumulerade arean 1 630,9 kvadratkilometer. Tjävrráädno som avvattnar avrinningsområdet har biflödesordning 3, vilket innebär att vattnet flödar genom totalt 3 vattendrag (Viedásädno, Stora Luleälven, Luleälven) innan det når havet. Avrinningsområdet består mestadels av skog (30 procent) och kalfjäll (52 procent). Avrinningsområdet har 13,4 kvadratkilometer vattenytor vilket ger det en sjöprocent på 16,1 procent. Delavrinningsområdet täcks till 0,02 procent av glaciärer, med en yta av 0,0131 kvadratkilometer.